# Maureen Stapleton
Lois Maureen Stapleton, född 21 juni 1925 i Troy i delstaten New York, död 13 mars 2006 i Lenox i Massachusetts, var en amerikansk skådespelare.

## Biografi
Direkt efter high school begav Maureen Stapleton sig till New York, där hon försörjde sig som servitris och fotomodell medan hon på kvällarna tog teaterlektioner vid Herbert Berghof Acting School. Broadwaydebut 1946. Hon fick sin första stora framgång 1951 i Tennessee Williams The Rose Tattoo. Rollen var egentligen specialskriven för den italienska skådespelaren Anna Magnani, men hon ville inte framträda på Broadway av rädsla för att hennes engelska var för dålig och rollen gick istället till Stapleton, som för sin skådespelarprestation belönades med sin första Tony Award. Stapleton brukade också kallas för Amerikas Anna Magnani.
Hon hade en förmåga att samtidigt visa upp vitalitet och trötthet, svaghet och styrka. Hon hade en rad roller inom film, television och teater genom åren, såväl drama som komiska.
År 1982 erhöll hon en Oscar för bästa kvinnliga biroll för rolltolkningen av den anarkistiska författaren Emma Goldman i filmen Reds (1981). Under sin karriär belönades hon även med en Emmy och två Tony Awards.

## Filmografi i urval
- 1958 – Möte med okänd
- 1961 – Utsikt från en bro
- 1963 – Bye Bye Birdie
- 1970 – Airport – flygplatsen
- 1971 – Plaza svit
- 1971 – Sommaren '42 (röst)
- 1975 – Danspalatsets drottning (TV-film)
- 1978 – Interiors
- 1981 – Reds
- 1982 – Little Gloria... Happy at Last (Miniserie)
- 1985 – Cocoon – djupets hemlighet
- 1987 – Berättelsen om Claudia
- 1988 – Cocoon – återkomsten
- 1994 – Mamma till salu
- 1997 – Hämnden är ljuv
- 2003 – Living and Dining

## Teater

### Roller
| År   | Roll             | Produktion                             | Regi            | Teater                                 |
| ---- | ---------------- | -------------------------------------- | --------------- | -------------------------------------- |
| 1965 | Amanda Wingfield | The Glass Menagerie Tennessee Williams | George Keathley | Brooks Atkinson Theatre, New York, USA |